# Roman Schmit
Roman Schmit (* 8. April 1935; † 18. April 2020) war ein deutscher Politiker (SPD) und Rechnungshofspräsident.

## Leben und Beruf
Schmit war Richter am Amtsgericht Lebach. Am 10. Dezember 1985 trat er das Amt des Präsidenten am Rechnungshof des Saarlandes an, dieses übte er bis zu seiner Pensionierung am 30. April 2000 aus.

## Politik
Schmit gehörte der SPD mehr als 52 Jahre lang an. 1970 wurde er in den Gemeinderat von Honzrath gewählt, diesem gehörte er bis zur Kommunalreform 1974 an, als der Ort nach Beckingen eingemeindet wurde. Im Zuge dessen beteiligte er sich am Aufbau des SPD-Gemeindeverbandes Beckingen, dessen 1. Vorsitzender er von 1973 bis 1992 war.
1974 wurde Schmit in den Kreistag des Kreises Merzig-Wadern gewählt. Nach einer Wahlperiode wechselte er 1979 in den Rat der Gemeinde Beckingen, dem er bis 2000 angehörte. Dort war er von 1989 bis 1993 1. Beigeordneter und danach von 1994 bis 1996 Fraktionsvorsitzender der SPD.
Bei der Landtagswahl 1975 wurde Schmit erstmals in den Landtag des Saarlandes gewählt. Sein Mandat wurde bei den Wahlen 1980 und 1985 bestätigt, er zog stets über den Wahlkreis Saarlouis ins Parlament ein. Im Dezember 1985 legte er sein Mandat im Zuge der Ernennung zum Präsidenten des Rechnungshofs nieder, sein Nachrücker war Kurt Leick.